# Trap metal
Sous-genres
Dark trap
Le trap metal (également connu sous les noms de ragecore, hardcore trap, industrial trap et scream rap) est un genre de fusion musicale qui mêle des éléments de trap et de heavy metal, ainsi que des éléments d'autres genres comme le metal industriel et le nu metal. 

## Caractéristiques
Le trap metal se caractérise par des rythmes déformés, des flows hip-hop, des voix dures, des guitares heavy metal accordées au plus bas ainsi que des kicks percutants et agressifs. Bones est considéré par Kerrang! comme l'un des premiers adeptes du genre, puisqu'il interprète des morceaux de trap metal à partir de 2014 environ. Le rappeur britannique Scarlxrd est souvent associé au genre et est considéré comme un pionnier du trap metal. WQHT a décrit l'EP homonyme d'OG Maco (2014) comme faisant partie des premiers développements du genre.
Certains artistes tels que Ho99o9, SOSMula, 6ix9ine et BVDLVD sont également influencés par le punk hardcore, tandis que la musique de Ghostemane contient des éléments de rock gothique et d'emo. Le trap metal est du rap mélangé avec du black metal.

## Artistes notables
Les artistes du genre incluent notamment : BVDLVD, City Morgue (ZillaKami (en) et SOSMula), Corpse Husband, Ghostemane, IC3PEAK, Jimmy Ambrazanenka - BVNKS, Scarlxrd, et XXXTentacion.